# Eastgate
Eastgate är en by i civil parish Stanhope, i kommunen Durham i grevskapet Durham i England. Byn är belägen 5 km från Stanhope. Orten har 163 invånare (2001).